# NGC 348
NGC 348 é uma galáxia espiral (Sb) localizada na direcção da constelação de Phoenix. Possui uma declinação de -53° 14' 42" e uma ascensão recta de 1 horas, 00 minutos e 51,8 segundos.
A galáxia NGC 348 foi descoberta em 3 de Outubro de 1834 por John Herschel.